# Hålkrus

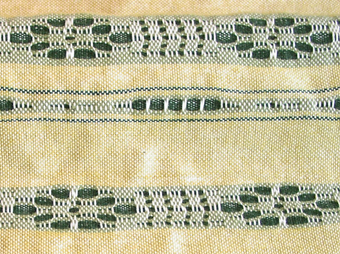
Kuddvar med hålkrus

Hålkrus är en fyrskaftad drällvävnad, där mönstereffekten utgörs av "hål", gropar i ytan,  benämns även gagnefskrus.
Hålkruset vävs vanligen med bomull i varpen och med två slags garn för inslaget, vilket "spolkastas"; ett finare bomullsgarn för "hålens" botten och grövre linnegarn för de markerade ränderna. Hålkruset anses ha uppkommit på 1870-talet ur äldre drällvävnadstekniker, och används för särskilt i dalarna till dräktdelar. Särskilt var det vanligt på kjolar, samt förekom även som mönsterbård bland annat på underkjolar.
Hålkruset togs upp av hemslöjdsrörelsen och blev i början av 1900-talet vanligt i färgade vävar till möbeltyger, överkast och dylikt.
Hålkrus förekommer sällan som löpare eller bordsdukar, men desto mer bland kuddvar och gardiner eftersom tyget inte blir direkt slätt.

## Hålkrusstickning

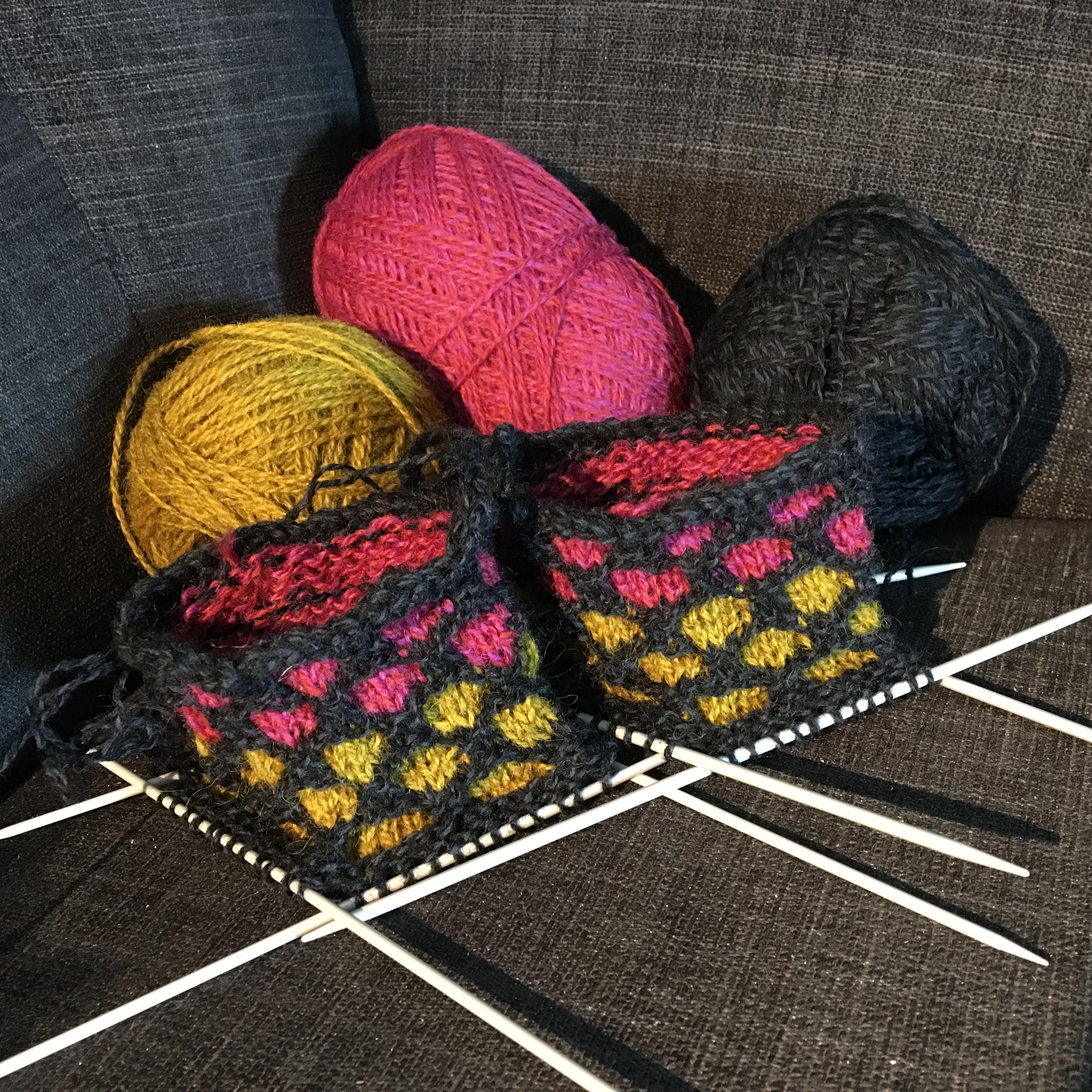
Muddar stickade i hålkrusstickning.

Hålkrus kan också vara ett stickmönster. Stickningen har inspirerats av vävmönstret. Hålkrusstickning finns dokumenterad från landskapet Medelpad vid tiden kring sekelskiftet 1800 –1900.